# Ahmed El-Mohamadi
Ahmad al-Muhammadi (arab. أحمد المحمدي, ur. 9 września 1987 w Al-Mahalla al-Kubra) – egipski piłkarz, który grał na pozycji prawego obrońcy lub pomocnika.
Zwycięzca Pucharu Narodów Afryki w 2008 i 2010 roku. Srebrny medalista Pucharu Narodów Afryki w 2017 roku.
W swojej karierze występował m.in. w: Hull City, Aston Villa, Sunderland czy ENPII Club.

## Kariera klubowa
El-Mohamadi piłkarską karierę rozpoczął w klubie Ghazl El-Mehalla wywodzącego się z jego rodzinnego miasta Al-Mahalla al-Kubra. W 2004 roku w wieku 17 lat zadebiutował w jego barwach w pierwszej lidze egipskiej i w zespole tym grał przez dwa pełne sezony. W czerwcu 2006 roku był bliski przejścia do Al-Ahly Kair, ale ostatecznie wraz z klubowym kolegą Redą Metwallym zasilił szeregi innej drużyny z Kairu, ENPPI.
2 lipca 2010 został na jeden sezon wypożyczony do Sunderlandu. W 2011 roku podpisał kontrakt z tym klubem. W czerwcu 2013 podpisał trzyletni kontrakt z Hull City, do którego wcześniej był wypożyczony.
W 2017 roku odszedł do Aston Villi. Łącznie w barwach klubu rozegrał w 129 spotkaniach, strzelił 4 bramki i zaliczył 17 asyst.
1 lipca 2021 roku zakończył piłkarską karierę.

## Kariera reprezentacyjna
W reprezentacji Egiptu El-Mohamadi zadebiutował 22 sierpnia 2007 roku w zremisowanym 0:0 towarzyskim spotkaniu z Wybrzeżem Kości Słoniowej. W tym samym roku wystąpił z kadrą U-20 w Mistrzostwach Afryki 2007. Od czasu debiutu w kadrze A wywalczył miejsce w podstawowym składzie Egiptu, a w 2008 roku Hassan Shehata powołał go na PNA 2008.